# 클리블랜드 배런스 (2001년)
| 클리블랜드 배런스 | |
| 콘퍼런스          | 서부 콘퍼런스 (2001년~2006년) |
| 디비전            | 센트럴 디비전 (2001년~2003년) 노스 디비전 (2003년~2006년)                                                                         |
| 설립연도          | 2001년 |
| 해체연도          | 2006년 |
| 역사              | 켄터키 스루블레이즈 (1996년~2001년) 클리블랜드 배런스 (2001년~2006년) 우스터 샤크스 (2006년~2015년) 산호세 바라쿠다 (2015년~현재) |
| 경기장            | 건드 아레나 |
| 연고지            | 오하이오주 클리블랜드 |
| 상징색            | 틸, 검정, 하양 |
| 구단주            | |
| 단장              | |
| 감독              | |
| NHL 제휴          | |
| ECHL 제휴         | |
| 정규시즌 우승     | |
| 콘퍼런스 우승     | |
| 디비전 우승       | |
| 칼더 컵           | |
| 영구 결번         | |

클리블랜드 배런스(Cleveland Barons)는 미국 오하이오주 클리블랜드를 연고지로 하는 2001년부터 2006년까지 AHL 소속되었던 아이스 하키팀이다.
2006년 연고지를 매사추세츠주 우스터 (우스터 샤크스)로 이전했다.

## 역대 홈경기장
| 클리블랜드 배런스 |               |          |                       |      |
| 경기장            | 사용기간      | 수용인원 | 장소                  | 비고 |
| 건드 아레나       | 2001년~2006년 | 20,056명 | 오하이오주 클리블랜드 | 빈칸 |